# 日テレ系ecoウィーク
『日テレ系ecoウィーク』（にってれけいエコウィーク）は、日本テレビ系列29社が2003年から2012年まで毎年6月5日の世界環境デーを含む1週間を通して環境問題に取り組んだキャンペーン企画である。"Touch!eco"、"つなげよう、ecoハート。"がキャッチフレーズとして使われている。

## 概要
- 日本テレビの開局50年、読売テレビの開局45年を記念した大規模キャンペーンとして立ち上げられた。
- 期間中に放送されるレギュラー番組（一部番組を除く）、特別番組を通してエコに関連した企画が放送される。日本テレビ・読売テレビの報道番組・情報番組からドラマ・バラエティ番組まで、また収録番組から生放送の帯番組まで対象となる番組は多岐に渡る。期間中は一部を除く各番組の冒頭に共通のアイキャッチが流れるほか、エコ企画のコーナー中は共通のロゴが画面上に表示される。更にエコ企画コーナー中は通常の番組スポンサーとは別に協賛スポンサーが付く場合がある。
- 汐留の日本テレビタワーでは連日イベントが行われる。エコステージやクイズラリー、番組ブースのほか、朝市や協賛企業のブースなどがある。日本テレビの人気番組と連動したイベント企画も行われる。2010年・2011年はSHIBUYA-AXで開催された。
- この企画に先立ち、日本テレビは2003年3月に「日テレ・エコ委員会」を発足、在京民放キー局として初めてISOの環境マネジメントシステム規格ISO 14001の認証を取得した。
- 日本テレビでは『24時間テレビ』、『箱根駅伝』に並ぶ大型企画として位置付けられている[1]。
- 2010年にはNHKと共同で"「つなげよう、ecoハート。」 MAKE THE FUTURE ～知る・守る・つくる～"というキャンペーンテーマを設定した。
- 2013年（日本テレビ開局60周年、読売テレビ開局55周年）と2014年は環境問題以外のテーマにも規模を拡大したキャンペーン『7daysチャレンジTV』を、そして2015年からは新たに『7daysTV かぞくって、なんだ。』を放送しており、2012年を最後に本企画は発展的に終了となった。